# Arina Tanemura
Arina Tanemura (jap. 種村 有菜, Tanemura Arina; * 12. März 1978 in Ichinomiya, Präfektur Aichi, Japan) ist eine japanische Manga-Zeichnerin.

## Biografie
Tanemura ist seit der zweiten Klasse der Grundschule ein Fan des Manga-Magazins Ribon. Dieses richtet sich an Mädchen im Grund- und Mittelschulalter, veröffentlicht also Shōjo-Manga. Während sie auf die Oberschule ging, nahm sie an einem Zeichenwettbewerb teil und belegte bei diesem mit mehreren Bildern einen der vorderen Plätze.
1996 veröffentlichte die Zeichnerin in einem Schwestermagazin des Ribon, Ribon Original, ihren ersten Comic als professionelle Zeichnerin, die Kurzgeschichte Second Love. Es folgten weitere Kurzgeschichten aus ihrer Feder, die zuerst in Ribon oder Ribon Original erschienen und dann 1998 unter dem Titel Squib Feeling Blue als Taschenbuch erschienen. Bereits 1997 hatte sie mit I*O*N ihre erste Manga-Serie gezeichnet.
Der Durchbruch für Tanemura kam mit der 1050 Seiten umfassenden Manga-Serie Kamikaze Kaito Jeanne, an der sie von 1998 bis 2000 für Ribon arbeitete und die als Anime-Fernsehserie umgesetzt wurde. In Kamikaze Kaito Jeanne geht es um eine Jugendliche, die ein Doppelleben als Diebin führt und ihre große Liebe in einem Jungen findet, der ebenfalls eine zweite Identität mit sich herumträgt.
Mit den Liebesgeschichten Time Stranger Kyoko und Fullmoon wo Sagashite folgten weitere Hits, durch die sie zu einer der beliebtesten Zeichnerinnen des Ribon wurde. Fullmoon wo Sagashite, das aus 1200 Seiten besteht und von 2002 bis 2004 veröffentlicht wurde, beginnt damit, dass ein Mädchen von Todesengeln mitgeteilt bekommt, dass es in einem Jahr sterben werde. Dieser Manga wurde ebenfalls als Anime verfilmt. Von September 2004 bis Juni 2008 arbeitete sie an ihrer Serie Shinshi Doumei Cross, das etwa 1500 Seiten umfasst, sowie von Dezember 2008 bis Dezember 2012 an Prinzessin Sakura (Sakura-hime Kaden), das ihr bislang längstes Werk darstellt.
Tanemuras Werk wird in über zehn Sprachen übersetzt. Zu Kamikaze Kaito Jeanne, Fullmoon wo Sagashite und Shinshi Doumei Cross brachte sie jeweils Artbooks heraus; deutschsprachige Ausgaben ihrer Mangas sind bei den Egmont Verlagsgesellschaften bzw. Egmont Manga und bei Tokyopop sowie (bis dato ein Band, die Manga-Adaptation von Disneys Die Eiskönigin II) bei Carlsen erschienen.
Tanemura besuchte bereits zweimal Deutschland. Im Jahr 2006 nahm sie an der Leipziger Buchmesse teil. Über diesen Besuch berichtet sie im Taschenbuch Shinshi Doumei Cross Band 4. Beim zweiten Mal war sie 2009 in Bonn auf der jährlichen AnimagiC, hierüber schreibt sie in Band 3 von Prinzessin Sakura.

## Werke
- Squib Feeling Blue (かんしゃく玉のゆううつ, Kanshaku-dama no Yūtsu; 1997, 1 Band), Kurzgeschichtensammlung:
  - Second Love (2番目の恋のかたち, Nibanme no Koi no Katachi; 1996)
  - Romance Heroine in the Rainy Afternoon (雨の午後はロマンスのヒロイン, Ame no Gogo wa Romansu no Heroin; 1996)
  - Squib Feeling Blue (1997)
  - This Love’s Non-Fiction (この恋はNONフィクション, Kono Koi wa Non Fikushon; 1997)
- I*O*N (イ・オ・ン; 1997, 1 Band)
- Kamikaze Kaito Jeanne (神風怪盗ジャンヌ, Kamikaze Kaitō Jannu; 1998–2000, 7 Bände)
- Time Stranger Kyoko (時空異邦人KYOKO, Taimu Sutorenjā Kyōko; 2000–2001, 3 Bände)
- Gin Yuu Mei Ka (吟遊名華, Gin’yū Meika; 2001, später in Band 2 von Fullmoon wo Sagashite serialisiert veröffentlicht)
- Fullmoon wo Sagashite (満月をさがして, Furu Mūn o Sagashite; 2002–2004, 7 Bände)
- Shinshi Doumei Cross (紳士同盟クロス, Shinshi Dōmei Kurosu; 2004–2008, 11 Bände)
- Das Mädchen Eve: 24 Stunden Apfelpflücken (少女イブ☆林檎じかけの24時, Shōjo Eve: Ringo Jikake no 24-ji; 2007, in Band 8 von Shinshi Doumei Cross serialisiert veröffentlicht)
- Der Ozean im Globus – Nocturne (海の地球儀・夜想曲, Umi no Chikyūgi: Nokutān; 2007, in Band 11 von Shinshi Doumei Cross serialisiert veröffentlicht)
- Mistress Fortune (絶対覚醒天使ミストレス フォーチュン, Zettai Kakusei Tenshi Mistress Fortune; 2008, 1 Band)
- Prinzessin Sakura (桜姫華伝, Sakura-hime Kaden; 2008–2012, 12 Bände)
- Vampire Rose (白薔薇学園ヴァンパイア・ローズ, Shirobara Gakuen Vampaia Rōzu; 2009, in Band 5 von Prinzessin Sakura serialisiert veröffentlicht)
- The Angelic Coin of Maple Rose (天使の金貨 メイプルローズ, Tenshi no Kinka: Meipuru Rōzu; 2010, in Band 6 von Prinzessin Sakura serialisiert veröffentlicht)
- Arinas Sammelsurium (有菜の種, Arina no Tane, 2012, 1 Band, 2013 bei Tokyopop)
- Fudanjuku Monogatari (風男塾物語; 2011, 1 Band)
- Arinas Lovestory Collection (種村有菜恋愛物語集, Tanemura arina ren’ai monogatarishu, 2012, 1 Band, 2014 bei Tokyopop)
- My Magic Fridays (猫と私の金曜日, Neko to Watashi no Kin’yōbi; 2013–2015, 11 Bände)
- 31 I Dream (31☆アイドリーム; seit 2013, bislang 7 Bände)
- Shunkan Lyle (瞬間ライル, Shunkan Rairu; seit 2016, bisher 3 Bände)
- Idolish 7 (アイドリッシュセブン, Aidorisshu Sebun; seit 2016)
- Demon Chic × Hack (悪魔にChic×Hack, Akuma ni Chic×Hack; 2016, 2 Bände, 2017 bei Tokyopop)